# Cotxe teledirigit

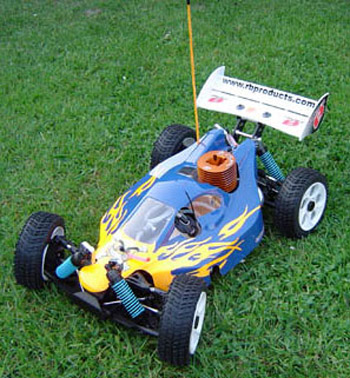
Cotxe teledirigit Hyper 8. Pertany a la categoria de tot terreny i té un motor de combustió tipus glow

Un cotxe teledirigit o radio-controlat és un automòbil a escala que pot conduir mitjançant un aparell de ràdio. Un automòbil teledirigit es pot utilitzar per oci o per competicions automobilístiques, l'automòbil precisa ser lleuger, tenir un motor potent, una bona distribució de masses i que tingui possibilitats de reglatge per adaptar-los a les diferents pistes on es corre amb ells. El primer model radio-controlat data de la dècada de 1960 i pertanyia a la categoria de pista. El primer tot terreny és de 1977.
Degut als avenços en el camp de l'electrònica, s'estan estenent bastant els micro automòbils elèctrics. Són automòbils d'escales 1:28 o menors que són barats de mantenir i que proporcionen grans dosis d'entreteniment. Solen funcionar amb quatre piles recarregables mida AAA i es corre sobre moqueta o pista pintada d'oxiron. Són els coneguts com Mini-Z de la marca Kyosho. Els aficionats es reuneixen en circuits adequats a les necessitats dels seus automòbils, que solen ser privats, realitzats per associacions d'auto-modelisme que alguna vegada compten amb ajuda dels ajuntaments, però que principalment paguen el manteniment del circuit amb les quotes dels socis i aportacions de patrocinadors privats. S'organitzen competicions socials (només per a socis del club), regionals, nacionals i internacionals. Darrerament, ia causa del gran desemborsament econòmic que suposa participar en alguna competició, s'han creat categories inferiors perquè participin pilots amb automòbils de sèrie i més barats.

## Tipus de vehicles

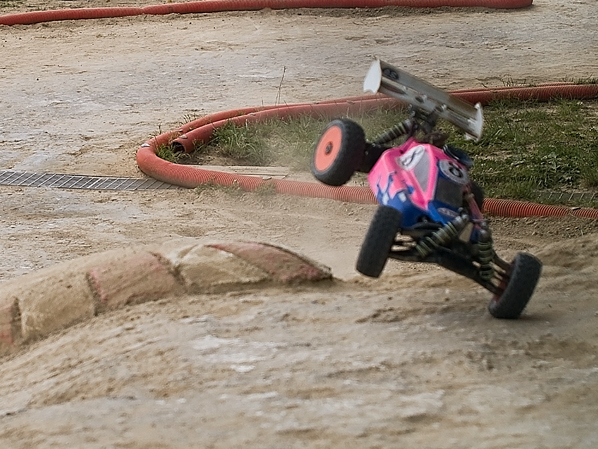
Un buggy tot terreny escala 1/8

Els automòbils teledirigits es poden dividir segons si utilitzen un motor elèctric o un motor de combustió interna per impulsar-se. Al seu torn, ambdues classificacions es poden subdividir segons la potència del motor.
També es poden distingir segons si estan dissenyats per córrer sobre asfalt o terra, i si poden suportar salts sense danyar-se. Les denominacions utilitzades són Off road, On road, Monster i Touring. La tercera classificació és segons l'escala, sent les més populars les 1:8 i 1:10.

## Competició

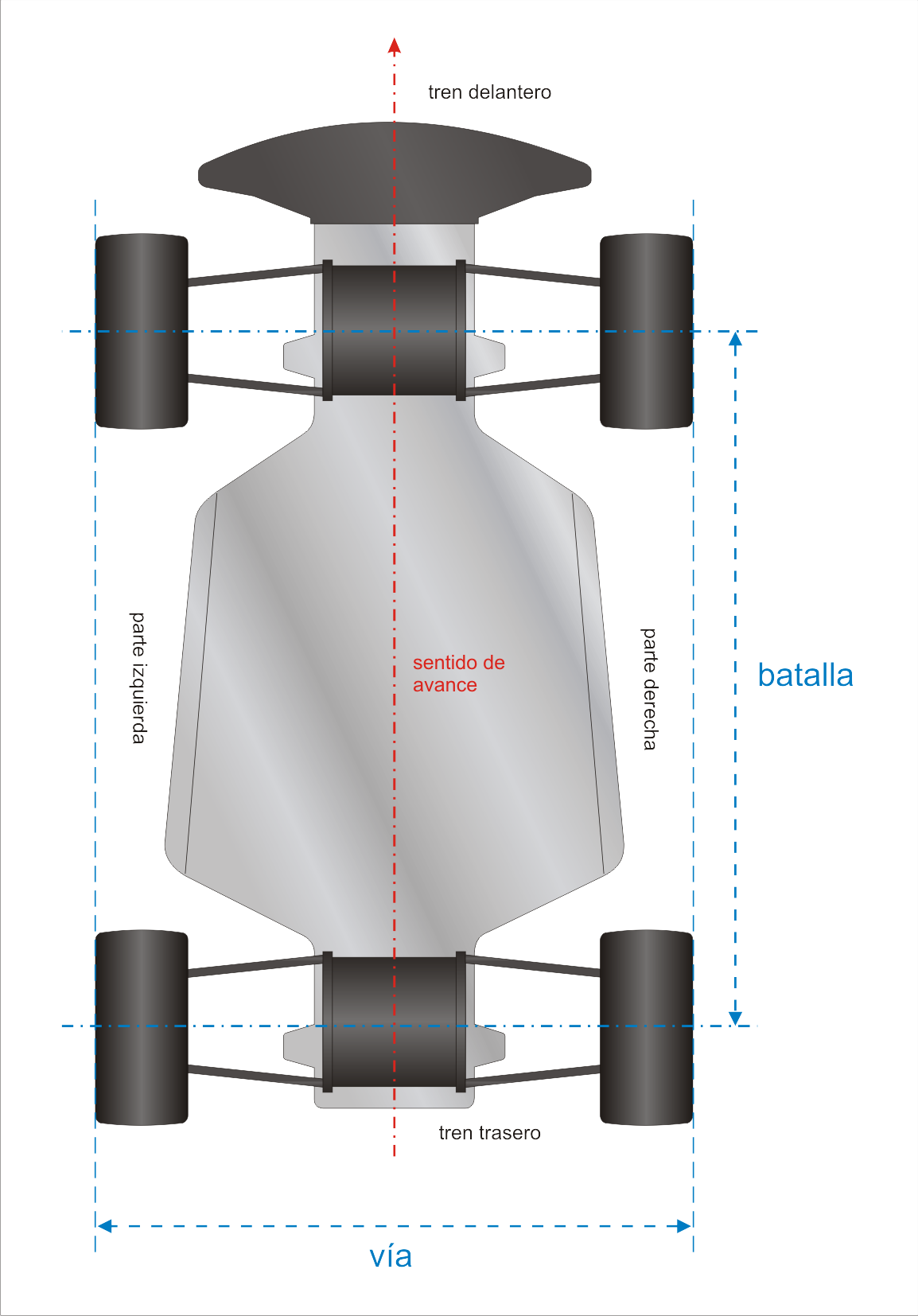
Batalla i via

Amb el terme escala s'indica la relació que hi ha entre les mesures del vehicle real i el automodelisme radiocontrolat en els seus principals mesures tècniques, com la batalla, la via i sobretot la reproducció de la carrosseria. De manera que un auto-modelisme escala 1/ n és n vegades més petit que el vehicle real. Les escales oficialment reconegudes per les federacions d'auto-modelisme radiocontrolat de vehicles amb motor de combustió a nivell internacional són les següents:
- 1/4
- 1/5
- 1/8
- 1/10
- 1/16

Un altre factor distintiu és el nombre de rodes motrius. Només hi ha dues configuracions:
- Tracció normal. Quan les rodes motrius són dues, les posteriors o les davanteres, i també es designa per les sigles angleses 2WD (2 Wheels Driving ).
- Tracció integral. Quan les quatre rodes de l'Auto-modelisme són motrius, i també es designa per les sigles angleses 4WD (4 Wheels Driving ).

### Federacions
IFMAR, la federació internacional, organitza els Campionats del Món. La federació internacional està formada per les federacions dels diferents continents, que són:
- Efra a Europa
- FEMCA en Àsia i Oceania
- ROAR a Amèrica
- FAMAR en Àfrica
- APERCA en Perú

A més existeix una federació nacional a cada país.

### Categories
Un factor important de distinció entre els automòbils teledirigits són les categories a partir de les quals, normalment, es fan les distincions anteriorment comentades: escala i tracció.
Les principals categories, que estan reconegudes per totes les federacions internacionals són:
- Pista. Corresponent al terme anglès On-Road . En aquesta categoria hi ha les escales 1/4, 1/5, 1/8 i 1/10. En les escales 1/4 i 1/5 (Gran Escala) només hi ha tracció 2WD, en l'escala 1/8 la tracció és 4WD, mentre que en l'escala 1/10 la tracció pot ser 2WD o 4WD.
- Tot terreny. Corresponent al terme anglès Off-Road . En aquesta categoria està l'escala 1/8 amb tracció 4WD, l'escala 1/10 amb 2WD i 4WD. Encara que, a part de l'oficial, hi ha models d'aquesta categoria d'escala 1/6 només per a àmbit aficionat.

Però també existeixen altres categories i subcategories com:
- Turisme 
  - Rally. Només reconeguda oficialment en països com Itàlia i Espanya. Oficialment, només existeixen escales 1/8 i 1/10.

### Mecànica

#### Motor elèctric
Els motors elèctrics de Radiocontrol funcionen mitjançant corrent continu, solen funcionar a voltatges d'entre 7.2V fins a 14.8V, fins i tot més en cotxes 1/8TT o Monster. N'hi ha de dos tipus:
Brushed(escombretes) Són els motors que funcionen amb en bobinat en el rotor, a qui li arriba el corrent mitjançant dos escombretes situades a la part posterior del motor, que a part d'introduir l'electricitat a motor generen força fregament, perdent d'aquesta forma eficiència en motor i produint més temperatura. La seva "potència" es mesura en les voltes que porti el cablejat (12T, 17T, 21T ...), a més voltes més força s'aconseguirà en el motor, ia menys voltes més velocitat.
Brushless(Sense escombretes) Aquests motors funcionen amb el bobinat per l'interior de la carcassa, deixant en el rotor únicament imants. Com que no tenen escombretes en el rotor aquests motors són molt més eficients que els Brushed aconseguint d'aquesta manera un major rendiment. La seva "potència" també pot mesurar-se per les voltes de bobinat, però normalment se sol mesurar per les voltes/volt que és capaç de girar (K/V), (2300KV, 4400KV, 5500KV, 8000KV ...). A més KV major velocitat s'aconseguirà, mentre que a menys KV s'aconseguirà una major força.
Tots dos motors per funcionar necessiten estar connectats a un variador (ESC) que és diferent per al tipus de motor (Brushed o Brushless) i també depenent del seu consum, per a motors Brusded caldrà un variador de dos cables al motor, mentre que per a un brushless necessitaràs un variador de tres cables al motor.

#### Motor de combustió
Les cilindrades dels motors de combustió utilitzats en els automodelisme es defineixen en funció de les escales.
- En els models d'escala 1/4 i 1/5, els motors no poden tenir una cilindrada superior als 23 cc. En aquest cas es tracta de motors d'explosió i que usen gasolina com a combustible.
- En l'escala 1/8 es permeten motors d'un màxim de 3,5 cc.
- A l'escala 1/10 s'utilitzen motors de 2,11 cc com a màxim en la categoria Turisme i de 2,5 cc en la categoria Pista.

En aquests dos últims casos es tracta de motors glow i usen com a combustible una barreja de metanol i nitrometà.

## Accessoris
Escalfador bugies serveix per posar incandescent el filament de la bugia en anglès: glow, perquè el motor pugui arrancar. Aquest funciona amb una bateria d'1,25-1,50 volts o una de convencional AA.